# Cladorhizidae
Cladorhizidae Dendy, 1922 è una famiglia di spugne silicee dell'ordine Poecilosclerida.

## Tassonomia

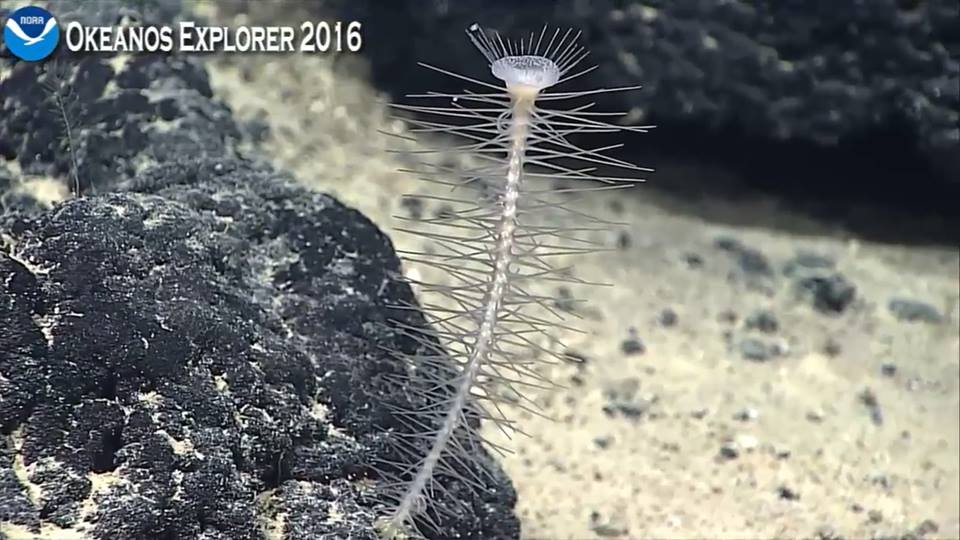

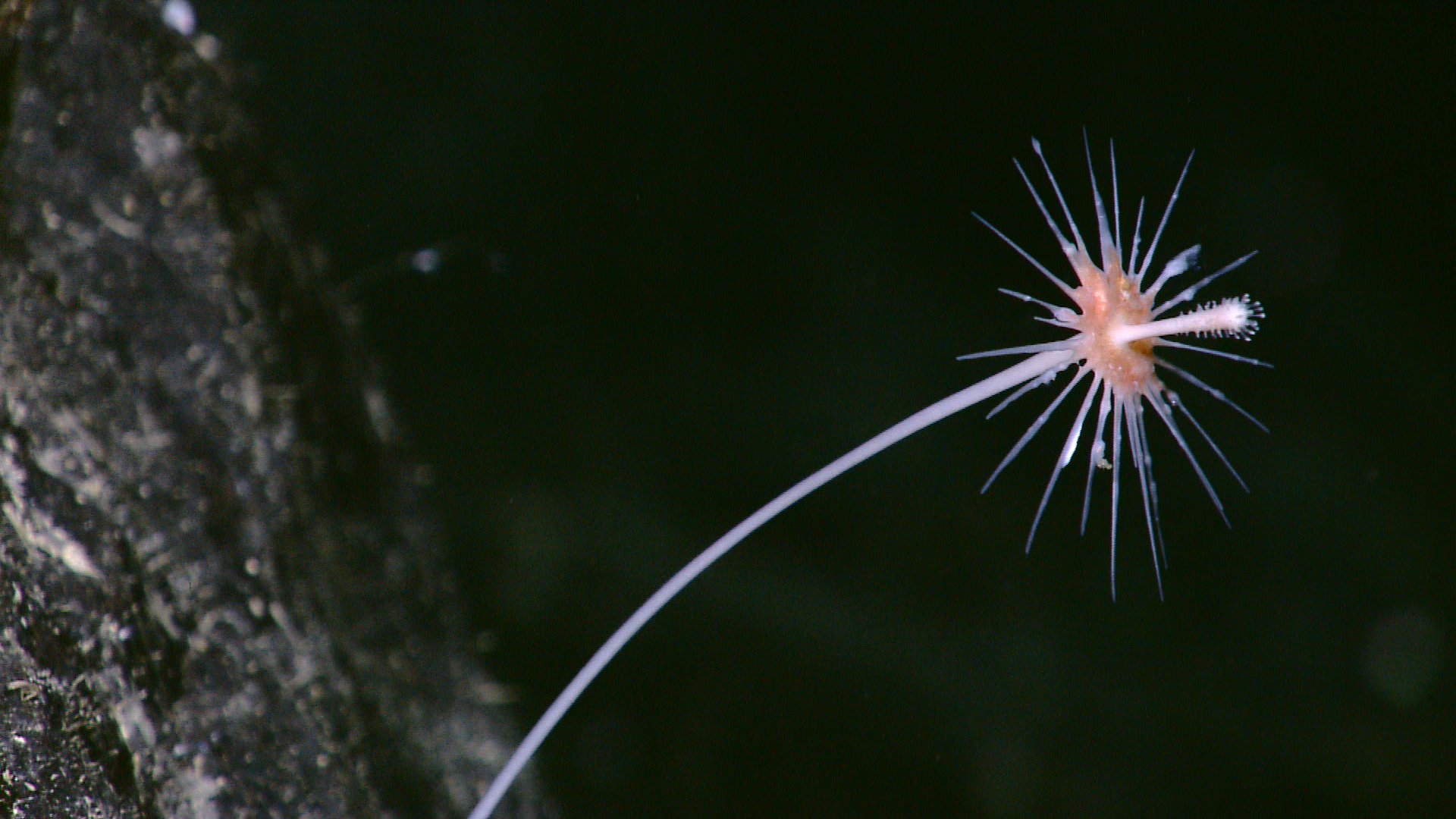

La famiglia comprende i seguenti generi:
- Abyssocladia Lévi, 1964
- Asbestopluma Topsent, 1901
- Cercicladia Rios, Kelly & Vacelet, 2011
- Chondrocladia Thomson, 1873
- Cladorhiza Sars, 1872
- Euchelipluma Topsent, 1909
- Koltunicladia Hestetun, Vacelet, Boury-Esnault, Borchiellini, Kelly, Rios, Cristobo & Rapp, 2016
- Lollipocladia Vacelet, 2008
- Lycopodina Lundbeck, 1905

## Descrizione
Le specie di questa famiglia vivono nelle profondità marine e si caratterizzano per l'assenza di un sistema acquifero e dei coanociti, strutture tipiche del phylum Porifera.

## Biologia
La maggior parte delle specie di questa famiglia sono carnivore: si nutrono di crostacei ed altri piccoli animali marini, che catturano grazie a dei filamenti dotati di spicole a forma di uncino. Questa strategia alimentare costituisce un adattamento alle profondità marine.

## Distribuzione e habitat
La prima specie di questa famiglia, denominata Cladorhiza abyssicola, è stata scoperta nel 1872 al largo delle isole Lofoten a circa 550 metri di profondità. Alla fine del XX secolo, grazie a diverse spedizioni oceaniche, erano state descritte circa 90 specie diffuse nelle maggiori profondità oceaniche. Tra queste il primato della profondità spetta a Asbestopluma occidentalis, una specie raccolta in una fossa del Pacifico a -8.800 metri di profondità; sempre restando nel Pacifico, specie di questa famiglia sono state descritte dalle acque dell'Alaska a quelle della California, sino alle acque che bagnano le estreme propaggini del Cile
; la loro presenza è accertata anche lungo le coste occidentali del Pacifico, dal Giappone alla Nuova Zelanda e all'Australia. Le cladorizide sono d'altronde presenti anche nelle profondità dell'Atlantico, dalle acque della Norvegia a quelle dell'Angola spingendosi a sud sino alla Patagonia. Nel mar Mediterraneo sono presenti almeno due specie, Cladorhiza abyssicola e Asbestopluma hypogea